# بيتر غان (سياسي)
بيتر غان هو سياسي كندي، ولد في 9 فبراير 1864، وتوفي في 22 يونيو 1927. انتخب عضو الجمعية التشريعية ألبرتا.